# Mistrzostwa Włoch w Boksie 2013
Mistrzostwa Włoch w Boksie 2013 − 91. edycja Mistrzostw Włoch w boksie. Zawodnicy rywalizowali w dziesięciu kategoriach wagowych. Zawody trwały od 10 do 15 grudnia, a miejscem zmagań bokserów była hala Sport Palace w Galliate.

## Medaliści
| Kategoria wagowa                | Złoto                 | Srebro            | Brąz                                    |
| Waga papierowa (- 49 kg.)       | Manuel Cappai         | Francesco Barotti | Moreno Iacovino Stefano Cherchi         |
| Waga musza (- 52 kg.)           | Riccardo D'Andrea     | Giuliano Gallo    | Nicolo Bertolino Nazario De Filippo     |
| Waga kogucia (- 56 kg.)         | Alessio Di Savino     | Simone Bagatin    | Davide Tassi Luca Rigoldi               |
| Waga lekka (- 60 kg.)           | Donato Cosenza        | Fabio Introvaia   | Riccardo Ghiani Michele De Filippo      |
| Waga lekkopółśrednia (- 64 kg.) | Davide Festosi        | Sebastian Rosa    | Andrea Caserio Carmine Cirillo          |
| Waga półśrednia (- 69 kg.)      | Alessandro Marziali   | Giulio Zito       | Damiano Falcinelli Francesco Allegretta |
| Waga średnia (- 75 kg.)         | Raffaele Munno        | Giuseppe Ranno    | Danilo Creati Saverio Gena              |
| Waga półciężka (- 81 kg.)       | Valentino Manfredonia | Adriano Sperandio | Gianluca Rosciglione Amin Ettesami      |
| Waga ciężka (- 91 kg.)          | Fabio Turchi          | Mattia Faraoni    | Endri Spahiu Dimiter Miceuski           |
| Waga super-ciężka (+ 91 kg.)    | Guido Vianello        | Eugenio Indaco    | Fabio Piazza Alessio Spahiu             |